# Эрн, Генри
Сэр Генри Эрн (англ. Sir Henry Earn; умер в 1358/1360) — английский рыцарь, участник Столетней войны, один из основателей ордена Подвязки.
Генри Эрн был родом из Брабанта. Вероятно, он оказался в числе рыцарей, приехавших в Англию по приглашению короля Эдуарда III. Сражался с французами в морской битве при Слейсе в 1340 году, участвовал в дипломатической миссии в Брабант. Эдуард Чёрный принц посвятил его в рыцари-баннереты и пожаловал пожизненный пенсион в 100 марок. В 1348 году Эрн стал одним из основателей ордена Подвязки, в 1356 году он сражался при Пуатье.
Эрн был женат на Филиппе Фалькенбург, дочери Реджинальда Фалькенбурга.